# Новая Зеландия на летних Олимпийских играх 1936
Новая Зеландия принимала участие в Летних Олимпийских играх 1936 года в Берлине (Германия) в пятый раз за свою историю и завоевала одну золотую медаль. Страну представлял 7 спортсменов, принимавших участие в соревнованиях по боксу, велоспорту и лёгкой атлетике.

## Медали

### Золото
Лёгкая атлетика, мужчины, 1500 метров — Джек Лавлок.

## Результаты

### Бокс
Спортсменов — 3
| Спортсмен       | Категория | 1/16 финала               | 1/8 финала                  | Четвертьфинал        | Полуфинал            | Финал                |           |
| Спортсмен       | Категория | Соперник и результат      | Соперник и результат        | Соперник и результат | Соперник и результат | Соперник и результат |           |
| --------------- | --------- | ------------------------- | --------------------------- | -------------------- | -------------------- | -------------------- | --------- |
| Кларенс Гордон  | 57,2 кг   | Аке Карлссон Пор по очкам | Не прошёл                   | Не прошёл            | Не прошёл            | Не прошёл            | Не прошёл |
| Норман Фишер    | 61,2 кг   | -                         | Лидоро Оливер Пор по очкам  | Не прошёл            | Не прошёл            | Не прошёл            | Не прошёл |
| Томас Арбатхотт | 66,7 кг   | -                         | Рауль Родригес Пор по очкам | Не прошёл            | Не прошёл            | Не прошёл            | Не прошёл |

### Велоспорт
Спортсменов — 1

#### Гонки на треке
Темповые гонки
| Спортсмен   | Вид        | Время  | Место |
| ----------- | ---------- | ------ | ----- |
| Джордж Гилс | Гит 1000 м | 1.15,0 | 8     |

Спринтерские гонки
| Спортсмен   | Квалификация      | Квалификация | Дополнительная гонка | Дополнительная гонка | 1/8                 | 1/8   | 1/4            | 1/4       | 1/2            | 1/2       | Финал          | Финал     |
| Спортсмен   | Соперник Время    | Место        | Соперник Время       | Место                | Соперник Время      | Место | Соперник Время | Место     | Соперник Время | Место     | Соперник Время | Место     |
| ----------- | ----------------- | ------------ | -------------------- | -------------------- | ------------------- | ----- | -------------- | --------- | -------------- | --------- | -------------- | --------- |
| Джордж Гилс | Имре Дьёрффи 12,6 | 1            |                      |                      | Бенедетто Пола 12,6 | 2     | Не прошёл      | Не прошёл | Не прошёл      | Не прошёл | Не прошёл      | Не прошёл |

#### Шоссейные гонки
| Спортсмен   | Вид             | Время          | Место |
| ----------- | --------------- | -------------- | ----- |
| Джордж Гилс | Групповая гонка | Не финишировал | -     |

### Лёгкая атлетика
Спортсменов — 3
Мужчины
| Спортсмен     | Вид   | Забег     | Забег | Полуфинал | Полуфинал | Финал     | Финал     |
| Спортсмен     | Вид   | Результат | Место | Результат | Место     | Результат | Место     |
| ------------- | ----- | --------- | ----- | --------- | --------- | --------- | --------- |
| Вернон Бут    | 800м  | 1.56,6    | 3     | ?         | 7         | Не прошёл | Не прошёл |
| Джек Лавлок   | 1500м | 4.00,6    | 3     |           |           | 3.47,8    | 1         |
| Сесил Мэттьюс | 5000м | ?         | 8     | Не прошёл | Не прошёл | Не прошёл | Не прошёл |